# Paulinho Cascavel
Paulo Roberto Bacinello, meglio noto come Paulinho Cascavel (Cascavel, 29 settembre 1959), è un ex calciatore brasiliano, di ruolo attaccante.

## Biografia
Ha un figlio portoghese, Guilherme che gioca nell'AEP.

## Palmarès

### Club

#### Competizioni statali
- Campionato Catarinense: 2

Joinville: 1982, 1983
- Campionato Carioca: 1

Fluminense: 1984

#### Competizioni nazionali
- Campeonato Brasileiro Série A: 1

Fluminense: 1984
- Primeira Liga: 1

Porto: 1984-1985
- Supercoppa di Portogallo: 2

Porto: 1985
Sporting CP: 1987

### Individuale
- Capocannoniere della Primeira Liga: 2

1986-1987, 1987-1988
- Capocannoniere della Coppa UEFA: 1

1986-1987 (5 gol ex aequo con Jari Rantanen, Wim Kieft, Peter Houtman)
- Capocannoniere della Coppa delle Coppe: 1

1987-1988 (6 gol)